# Kategoria e Dytë
Kategoria e Dytë és el tercer nivell de professional del sistema de lliga d'Albània. Coneguda com a Segona Divisió des de la temporada 2004-05, consta de 23 equips dividits en dos grups geogràfics. Els guanyadors de cada grup asseguren l'ascens a Kategoria e Parë i s'enfronten a la final per determinar el campió general de la temporada. Mentrestant, els dos últims equips de cada grup descendeixen a Kategoria e Tretë. Està dividida geogràficament en dos grups, A i B, amb dotze equips cadascun.

## Equips 2008/09
- KF Adriatiku Mamurrasi
- KS Albpetrol Patos
- KS Butrinti Sarandë
- KF Çlirimi
- KS Delvina
- KF Domosdova Përrenjas
- KS Egnatia Rrogozhinë
- KF Erzeni Shijak
- KF Gramshi
- SK Himarë
- KS Iliria
- KF Këlcyra
- KS Korabi Peshkopi
- KF Luzi 2008
- KF Maliqi
- KF Memaliaj
- KF Olimpik Tirana
- SK Përmeti
- KF Pojani
- KF Poliçani
- KF Përparimi Kukës
- SK Tepelena
- KS Tomori Berat
- KS Veleçiku Koplik
- KF Vlora

Fonts: